# Ralph Habib
Ralph Habib (* 29. Juni 1912 in Paris; † 27. Juni 1969 ebenda) war ein französischer Drehbuchautor und Filmregisseur.

## Leben und Werk
Ralph Habib, geboren 1912 in Paris als Sohn libanesischer Eltern, sammelte in den 1940er Jahren zuerst beim Filmschnitt, als technischer Direktor und als Produzent bei Projekten wie der Josephine-Baker-Komödie Fausse alerte (1945) von Regisseur Jacques de Baroncelli, dem Julien-Duvivier-Drama Panik (1946) oder dem André-Cerf-Film Si jeunesse savait (1947) Erfahrungen beim Film, bevor er als Regieassistent für Le grand rendez-vous (1950), einem Kriegsfilm von Jean Dréville, auch als zweiter Mann hinter die Kamera wechselte.
Mit dem Polizeifilm Der große Unbekannte inszenierte er 1951 seinen ersten eigenen Spielfilm als Regisseur. Es folgten mehrere starke Frauendramen wie Zur Liebe verdammt (1953) mit Françoise Arnoul oder Ein ganzes Leben (1955) mit Jeanne Moreau.
Für die Filme Das Gesetz der Straße (1956) und Für Männer verboten schrieb Ralph Habib auch selbst die Drehbücher und besetzte zweimal den französischen Schauspieler Jean-Louis Trintignant für die männliche Hauptrolle. In dem mit einem für damalige Verhältnisse hohen Budget von 250.000 Englischen Pfund ausgestatteten Abenteuerfilm Nächte auf Tahiti (1958) setzte er gleich auf eine ganze Reihe von erfahrenen Stars wie Martine Carol, Karlheinz Böhm, Serge Reggiani oder Arletty.
In den 1960er Jahren übernahm er dann nur noch wenige Regie-Aufträge wie beim Kriminalfilm Affäre Nabob mit der internationalen Besetzung Paul Guers, Perrette Pradier, O. E. Hasse und Sonja Ziemann. Sein letzter Spielfilm als Regisseur war 1967 die deutsche Produktion Pension Clausewitz mit den Schauspielern Wolfgang Kieling, Maria Brockerhoff und Friedrich Schoenfelder.
Am 27. Juni 1969 starb Habib zwei Tage vor seinem 57. Geburtstag in Paris.

## Filmografie
- 1951: Der große Unbekannte (Rue des Saussaies)
- 1952: La Forêt de l’adieu
- 1953: Gefährtinnen der Nacht (Les Compagnes de la nuit)
- 1953: Zur Liebe verdammt (La Rage au corps)
- 1954: Der Gemüsehändler von Paris (Crainquebille)
- 1954: Dürfen Frauen so sein? (Secrets d’alcôve) (Episode „Riviera-Express“)
- 1955: Ein ganzes Leben (Les Hommes en blanc)
- 1956: Das Gesetz der Straße (La Loi des rues)
- 1956: Für Männer verboten (Club de femmes)
- 1957: Dem Sumpf entronnen (Escapade)
- 1958: Nächte auf Tahiti (The Stowaway)
- 1959: Geheimaktion Schwarze Kapelle
- 1960: Affäre Nabob (Au voleur!)
- 1966: C.I.A.-Agent Jeff Gordon (Le Solitaire passe à l’attaque)
- 1967: Pension Clausewitz
- 1969: Un taxi dans les nuages (TV-Serie)